# 鳥山上町
鳥山上町（とりやまかみちょう）は、群馬県太田市にある地名（町丁）。郵便番号は373-0061。

## 概要
鳥之郷地区にある町丁。

## 地理
西部に蛇川が流れている。

### 近隣町丁
- 石橋町
- 寺井町
- 城西町
- 新野町
- 鳥山中町
- 鶴生田町
- 強戸町
- 成塚町

## 世帯数と人口
2022年（令和4年）3月31日現在の世帯数と人口は以下の通りである。
| 町丁     | 世帯数   | 人口   |
| -------- | -------- | ------ |
| 鳥山上町 | 1310世帯 | 2954人 |

## 交通

### 鉄道
東部に東武桐生線が通っているが、鉄道駅はない。

### 道路
- 群馬県道78号太田大間々線

## 施設
- クスリのアオキ鳥山店
- サンスポーツランド太田
- マルエドラッグ鳥山店